# Himantolophus groenlandicus
Himantolophus groenlandicus — вид вудильникоподібних риб родини Himantolophidae. Це морський, батипелагічний вид. Зустрічається у тропічних та помірних частинах усіх океанів на глибині понад 800 м. Тіло самиці сягає завдовжки до 61 см та ваги 11 кг. В цей же час максимальна довжина самця становить лише 4 см. Самці є вільноживучими, паразитичних форм серед них невідомо.